# Stand-alone (letteratura)
Stand-alone è un termine inglese che significa autonomo, che riesce ad operare in maniera indipendente.
Applicato all'ambito letterario, si indica con tale termine quel tipo di romanzi o racconti in cui non viene fatto riferimento a personaggi o situazioni già presenti nella produzione dell'autore.
Pertanto, per la comprensione del testo non è necessario conoscere le precedenti opere dello scrittore; è però possibile per ogni primo romanzo stand-alone essere l'inizio di una serie di romanzi.
La letteratura di genere Science-Fiction o Fantasy invece, che solitamente prevede lunghe descrizioni di entità, mondi e caratteri complessi, molto spesso si dipana in trilogie o serie (come ad esempio nella serie di Tolkien Il Signore degli Anelli), piuttosto che in libri stand-alone.
Si contrappone a saga o a serie.